# Торф деревний
Торф деревний (рос. торф древесный, англ. wood peat, forest peat; нім. Holztorf m) — група торфів, що містять 40 % і більше залишків деревини, кори дерев і кущів, інша частина — залишки трав'янистих і мохових рослин. У Т.д. виділяють види: в низинному типі — вільховий, березовий, ялиновий, сосновий низинний, вербовий і інш.; у верховому — сосново-кущовий. Для Т.д. характерна підвищений ступінь розкладу — від 38 % (низинний тип) до 63 % (верховий тип), природна вологість 87-89 %, повна вологоємність 6-12 кг/кг, зольність від 2,7 % (верховий тип) до 12,5 % (низинний тип), сер. теплота згоряння 23 МДж/кг.

## Інші види торфу
| - Фускум-торф - Фрезерний торф - Магелланікум-торф - торф вербовий - торф верховий - торф гіпновий | - торф деревний - торф деревно-моховий - торф деревно-трав'яний - торф мезотрофний - торф моховий - торф низинний - торф перехідний | - торф похований - торф сфагновий - торф трав'яний - торф тростинний - торф хвощевий - торф шейхцерієвий - торф ялинковий |